# Julio
Cette page présente le prénom Julio ainsi que ses variantes.
Julio est un prénom espagnol dont l'équivalent en français est Jules. Julio signifie également « juillet ».

## Personnalité portant ce prénom
- Pour l'ensemble des articles sur les personnes portant ce prénom, consulter :
  - la liste des articles dont le titre commence par ce prénom
  - les listes produites par Wikidata : Liste des personnes de prénom « Julio » — même liste en incluant les éventuels prénoms composés qui contiennent « Julio ».